# Đại dịch COVID-19 tại Hàn Quốc
Ca dương tính đầu tiên với bệnh virus corona 2019 (COVID-19) tại Hàn Quốc được xác nhận và công bố vào ngày 20 tháng 1 năm 2020 - là một người phụ nữ nhập cư đến từ Trung Quốc đại lục vào khoảng 35 tuổi. Sang tới ngày 19 tháng 2, số ca nhiễm đã tăng thêm 20 và vào ngày 20 tháng 2 là 70, con số sau đó tiếp tục tăng mạnh trong những ngày tiếp theo - lên mức 346 ca vào ngày 21 tháng 2 - theo các số liệu thống kê của Trung tâm Kiểm soát và Phòng ngừa dịch bệnh Hàn Quốc (KCDC), giới chức y tế Hàn Quốc sau đó xác định được nguyên nhân chính khiến cho số lượng ca nhiễm COVID-19 tại nước này gia tăng nhanh đột biến như vậy là do sự bắt nguồn từ một ca "siêu lây nhiễm" mang biệt danh "Bệnh nhân số 31", người này trước đó đã xuất hiện những triệu chứng, biểu hiện bị nhiễm bệnh nhưng lại từ chối xét nghiệm và vẫn tham gia vào một buổi thánh lễ và cầu nguyện cùng với hàng trăm tín đồ khác tại một nhà thờ Kitô giáo trực thuộc giáo phái Tân Thiên Địa ở thành phố Daegu.
Tính đến hết ngày 18 tháng 9 năm 2023, Hàn Quốc đã ghi nhận tổng cộng 34,571,873 ca nhiễm và 35,934 người tử vong, hơn 200.000 người được tiến hành xét nghiệm. Tỷ lệ tử vong ở quốc gia này là 0,8%, thấp hơn khá nhiều so với tỷ lệ tử vong trung bình toàn cầu theo tính toán của WHO là 3,4%.
Tính đến hết ngày 12 tháng 3, trong số các quốc gia có ít nhất một triệu người, Hàn Quốc là nước có tỷ lệ dương tính với COVID-19 cao thứ hai trên thế giới với trung bình 153,5 trường hợp trên một triệu dân, chỉ xếp sau Ý.
Giữa những mối lo ngại về khả năng số lượng người nhiễm bệnh sẽ còn gia tăng nhiều hơn, chính phủ Hàn Quốc đã ban hành một loạt các biện pháp đối phó khẩn cấp như: áp lệnh hạn chế đi lại, cấm tổ chức các cuộc tụ tập đông người, tạm thời đóng cửa các cơ sở kinh tế, dịch vụ, kinh doanh ít quan trọng và cho học sinh, sinh viên nghỉ học, người dân được yêu cầu ở yên trong nhà, chuyển đổi hình thức làm việc từ truyền thống sang trực tuyến từ xa và không ra ngoài khi không có việc gì cần thiết, đặc biệt là tại các khu vực và thành phố bị ảnh hưởng nặng nề nhất như Daegu và Gyeongsang, đồng thời, kể từ ngày 4 tháng 2, nước này từ chối nhập cảnh đối với tất cả những người nước ngoài đi đến từ tỉnh Hồ Bắc (Trung Quốc) - vùng tâm dịch để hạn chế, ngăn chặn sự lây lan của dịch bệnh.
Ngay từ khi đại dịch covid bùng phát, Hàn Quốc đã phải đối mặt với một số khó khăn như số người mắc covid cùng với số ca tử vong tăng đột biến. Tuy nhiên, kể từ ngày 11 tháng 3 năm 2020 cho đến nay, quốc gia này đã tương đối thành công trong việc kiểm soát dịch bệnh, mặc dù số ca mắc vẫn tăng đều đặn. Bằng chứng là tỷ lệ tử vong do SARS-CoV-2 gây ra ở quốc gia này tính từ năm 2020 chỉ là 0,8%.